# Rhyacia livia
Rhyacia livia är en fjärilsart som beskrevs av Freyer 1836. Rhyacia livia ingår i släktet Rhyacia och familjen nattflyn. Inga underarter finns listade.